# Wyspy Sołowieckie
Wyspy Sołowieckie (ros. Соловецкие острова) – grupa wysp, położonych w Zatoce Oneskiej na Morzu Białym, wchodzących w skład obwodu archangielskiego w Rosji i zamieszkanych przez 968 osób (2002).

## Charakterystyka
Największe z wysp to:
- Wyspa Sołowiecka (albo Wielka Sołowiecka) – 246 km²
- Wyspa Anzerska – 47 km²
- Wielka Wyspa Muksałma – 17 km²
- Mała Wyspa Muksałma – 0,57 km²
- Wielka Wyspa Zajęcza – 1,25 km²
- Mała Wyspa Zajęcza – 1,02 km²

Ponadto w skład archipelagu wchodzi około 100 małych wysepek. Mariusz Wilk w książce Wilczy notes podaje nazwy jeszcze kilku innych wysp tego archipelagu: Babia, Psia, Wronia, Popia, Filipowa. Na wyspach archipelagu jest ponad 200 zarybionych jezior. Powierzchnia łączna wysp: 347 km². Najwyższe wzniesienie – 86 m n.p.m. Nizinne i pagórkowate ukształtowanie terenu, wyspy są porośnięte tajgą; liczne jeziora i torfowiska.
W XVII wieku wybuchło powstanie sołowieckie. Car Aleksy wysłał wojska, aby stłumiły bunt. Oblężenie trwało 8 lat, dlatego że warownia dysponowała własnym garnizonem oraz znacznymi zapasami żywności. Dopiero w styczniu 1676 roku udało się wtargnąć do twierdzy, wskutek zdrady jednego z mnichów. Obrońców potraktowano bardzo okrutnie.
Na największej z wysp znajduje się Monastyr Sołowiecki. W czasach Imperium Rosyjskiego Wyspy Sołowieckie były miejscem zsyłek więźniów politycznych, a w Rosji sowieckiej – pierwszych łagrów. Od 1923 na wyspach funkcjonował największy obóz koncentracyjny OGPU lat 20. – Sołowiecki Obóz Specjalnego Przeznaczenia (SŁON) (ros. Солове́цкий ла́герь осо́бого назначе́ния (СЛОН)).
W roku 1992 zespół historyczny, kulturalny i naturalny tych wysp został wpisany na listę światowego dziedzictwa UNESCO.